# Snowboard vid olympiska vinterspelen för ungdomar 2024
Snowboard vid olympiska vinterspelen för ungdomar 2024 arrangerades i Welli Hilli Park i Hoengseong-gun i Sydkorea mellan den 20 januari och 1 februari 2024.

## Program
Alla tider är koreansk normaltid (UTC+9)
| Datum      | Tid   | Gren                              |
| ---------- | ----- | --------------------------------- |
| 20 januari | 11:00 | Herrarnas/Damernas snowboardcross |
| 21 januari | 10:45 | Mixat lag i snowboardcross        |
| 24 januari | 09:45 | Damernas slopestyle               |
| 25 januari | 09:45 | Herrarnas slopestyle              |
| 27 januari | 10:15 | Herrarnas/Damernas kval i big air |
| 28 januari | 10:15 | Herrarnas/Damernas big air        |
| 1 februari | 10:15 | Herrarnas/Damernas halfpipe       |

## Medaljörer

### Herrar
| Gren                       | Guld                    | Guld                    | Silver                  | Silver                | Brons                              | Brons                    |
| Big air Detaljer...        | Eli Bouchard Kanada     | 183,25                  | Oliver Martin USA       | 179,50                | Campbell Melville Ives Nya Zeeland | 153,00                   |
| Halfpipe Detaljer...       | Lee Chae-un Sydkorea    | 88,50                   | Alessandro Barbieri USA | 84,75                 | Ryusei Yamada Japan                | 83,00                    |
| Slopestyle Detaljer...     | Lee Chae-un Sydkorea    | 96,00                   | Eli Bouchard Kanada     | 90,00                 | Romain Allemand Frankrike          | 89,25                    |
| Snowboardcross Detaljer... | Jonas Chollet Frankrike | Jonas Chollet Frankrike | Anthony Shelly Kanada   | Anthony Shelly Kanada | Zion Bethônico Brasilien           | Zion Bethônico Brasilien |

#### Damer
| Gren                       | Guld                   | Guld                   | Silver                               | Silver                               | Brons                        | Brons               |
| Big air Detaljer...        | Yura Murase Japan      | 154,25                 | Rebecca Flynn USA                    | 153,00                               | Lucia Georgalli Nya Zeeland  | 152,00              |
| Halfpipe Detaljer...       | Rise Kudo Japan        | 90,75                  | Sara Shimizu Japan                   | 84,50                                | Lura Wick Schweiz            | 78,00               |
| Slopestyle Detaljer...     | Hanna Karrer Österrike | 89,00                  | Lucia Georgalli Nya Zeeland          | 88,25                                | Vanessa Volopichová Tjeckien | 87,00               |
| Snowboardcross Detaljer... | Noémie Wiedmer Schweiz | Noémie Wiedmer Schweiz | Maja-Li Iafrate Danielsson Frankrike | Maja-Li Iafrate Danielsson Frankrike | Léa Casta Frankrike          | Léa Casta Frankrike |

#### Mixat
| Gren                            | Guld                              | Guld                              | Silver                                             | Silver                                             | Brons                                  | Brons                                  |
| Snowboardcross, lag Detaljer... | Frankrike Jonas Chollet Léa Casta | Frankrike Jonas Chollet Léa Casta | Frankrike Benjamin Niel Maja-Li Iafrate Danielsson | Frankrike Benjamin Niel Maja-Li Iafrate Danielsson | Australien William Martin Abbey Wilson | Australien William Martin Abbey Wilson |

## Medaljtabell
*   Värdland ( Sydkorea)
| Nr                   | Nation               | Guld | Silver | Brons | Totalt |
| -------------------- | -------------------- | ---- | ------ | ----- | ------ |
| 1                    | Frankrike            | 2    | 2      | 2     | 6      |
| 2                    | Japan                | 2    | 1      | 1     | 4      |
| 3                    | Sydkorea*            | 2    | 0      | 0     | 2      |
| 4                    | Kanada               | 1    | 2      | 0     | 3      |
| 5                    | Schweiz              | 1    | 0      | 1     | 2      |
| 6                    | Österrike            | 1    | 0      | 0     | 1      |
| 7                    | USA                  | 0    | 3      | 0     | 3      |
| 8                    | Nya Zeeland          | 0    | 1      | 2     | 3      |
| 9                    | Brasilien            | 0    | 0      | 1     | 1      |
| 9                    | Australien           | 0    | 0      | 1     | 1      |
| 9                    | Tjeckien             | 0    | 0      | 1     | 1      |
| Totalt (11 nationer) | Totalt (11 nationer) | 9    | 9      | 9     | 27     |